# 泰安產物保險
泰安產物保險，簡稱泰安產險，為台灣一家的產物保險公司，總公司位於台北市中山區長春路145號的泰安產險大樓。

## 歷史
泰安產物保險公司於1961年5月1日成立，由當時台灣仕紳、醫師與企業家共同集資組成，為台灣最早成立之民營產物保險公司之一。
1961年泰安產險總公司原位於台北市館前路的泰安大樓，臨近博愛特區。
2021年購入長春金融大樓，總公司遷入後更名為泰安產險大樓。

## 外部連結
- 泰安產物保險 （页面存档备份，存于）（繁體中文）